# Calle Hipólito Yrigoyen
La calle Hipólito Yrigoyen es una arteria vial que recorre el centro histórico de la ciudad de Buenos Aires, Argentina. Corre en sentido oeste-este, paralela en todo su recorrido a la avenida Rivadavia, cuyo tránsito va en sentido opuesto.

## Características
Siendo una de las calles que bordea la Plaza de Mayo, espacio fundacional de Buenos Aires en 1580, forma parte del casco histórico de la ciudad y posee cuatro siglos de historia. A sus costados se levantan algunos de los edificios más importantes, tanto estatales como de organismos privados, del microcentro porteño. 
Tiene un tránsito vehicular que se dirige del oeste hacia el este y es angosta en todo su recorrido céntrico, hasta cruzar la calle Sánchez de Loria, a partir de la cual es una ancha avenida arbolada.
En tiempos coloniales se llamó "Calle del Cabildo" por nacer en la antigua Plaza Mayor junto al edificio del Cabildo de Buenos Aires, pero en 1808 recibió el nombre de Manuel Genaro Villota, héroe de la recuperación de la ciudad durante las Invasiones inglesas. En 1820 pasó a ser la calle "de la Victoria" -probablemente en relación con la batalla de Cepeda que significó la victoria de los federales sobre el Directorio porteño- el nombre que mantuvo hasta que en 1946 una Ley Nacional le impuso el nombre del expresidente Hipólito Yrigoyen, primer mandatario de la Nación de la Unión Cívica Radical y primero elegido por el voto universal, secreto y obligatorio de manera masiva y no-fraudulenta en 1916. 
Entre 1886 y 1894 fue construida, a lo largo de 13 manzanas enmarcadas por esta calle y su paralela Rivadavia, la Avenida de Mayo, primera de la ciudad.

## Recorrido
Partiendo del centro de Buenos Aires (barrio de Monserrat), la calle comienza a un lado del Parque Colón, en donde la Avenida Paseo Colón continúa en la Avenida La Rábida. Esta primera cuadra  tiene una notable pendiente, ya que originalmente hasta aquí llegaba la ribera del Río de la Plata, alejada producto de múltiples rellenos. Del lado sur está el Palacio de Hacienda, sede del Ministerio de Economía desde 1939. En los primeros 200 m cuenta con recovas. En el lado oeste se encuentra la Casa Rosada, sede del Poder Ejecutivo Nacional. En 1938, gracias a la demolición de parte de la Casa de Gobierno, esta cuadra fue ensanchada.
La amplia calle Yrigoyen bordea la histórica Plaza de Mayo, pasando frente a la sede central de la Administración Federal de Ingresos Públicos, un imponente edificio racionalista construido entre 1943 y 1966 para alojar al Banco Hipotecario Nacional. En su interior se conservó intacta la sala de sesiones del antiguo Congreso Nacional, demolido casi totalmente para levantar el edificio actual.
Al cruzar la calle Bolívar, la arteria pasa junto al comienzo de la Diagonal Sur, mientras bordea el antiguo edificio del Cabildo (data de 1745), el Palacio de la Legislatura (terminado en 1931) y el Pasaje Roverano, antigua galería comercial del año 1918.
Al cruzar la Avenida 9 de Julio se alza en una plazoleta una estatua ecuestre de Don Quijote de la Mancha, montando a su caballo Rocinante. Pasando las Torres Galicia se encuentra el Palacio Barolo, imponente edificio de 100 metros de altura, obra del arquitecto Mario Palanti, terminado en 1923. A partir de la calle Luis Sáenz Peña se halla la Plaza Mariano Moreno, y junto a ella la Plaza del Congreso, frente a la cual se alzan el monumental edificio de la Caja de Ahorro y Seguro (hoy sede de la Biblioteca del Congreso), y cruzando la Avenida Entre Ríos, el Palacio del Congreso inaugurado en 1906.
En el n.º 1934 se encuentra el Teatro Empire, y pasando la calle Pasco está la Plaza Primero de Mayo, antiguo terreno del Cementerio de Disidentes. Entre los n.º 2562 y 2578 se alza la Casa Calise, edificio de profusa ornamentación obra del arquitecto Virginio Colombo. En la calle 24 de Noviembre comienza la Plaza Raúl González Tuñón, y en esa cuadra está la Facultad de Psicología de la Universidad de Buenos Aires.

### Avenida Hipólito Yrigoyen
A partir de la calle Sánchez de Loria se ensancha para transformarse en una avenida de doble sentido, franqueada por viejos árboles, donde antiguamente se alzaban grandes casonas y en la actualidad se han construido numerosas torres de vivienda. En la esquina de la calle Yapeyú está el Instituto San Francisco de Sales, frente al Instituto María Auxiliadora y al colegio Pío IX, que se halla junto a la Basílica de San Carlos Borromeo, inaugurada en 1910, cuando cruza la calle José Mármol vuelve a tener su sentido hacia el este. 
Pasando la calle Muñiz se alza el Hospital de Odontología Dr. José Dueñas, mientras la avenida se tuerce hacia el sudoeste e igual a su paralela al norte, la Avenida Rivadavia. Allí está en la vereda opuesta el Instituto del Sagrado Corazón de Almagro. Llegando a la Avenida La Plata, la Avenida Hipólito Yrigoyen se une a Rivadavia, y allí se construyó una plazoleta muy angosta, frente a la cual se alza el imponente Palacio Raggio, del año 1923.

## Imágenes

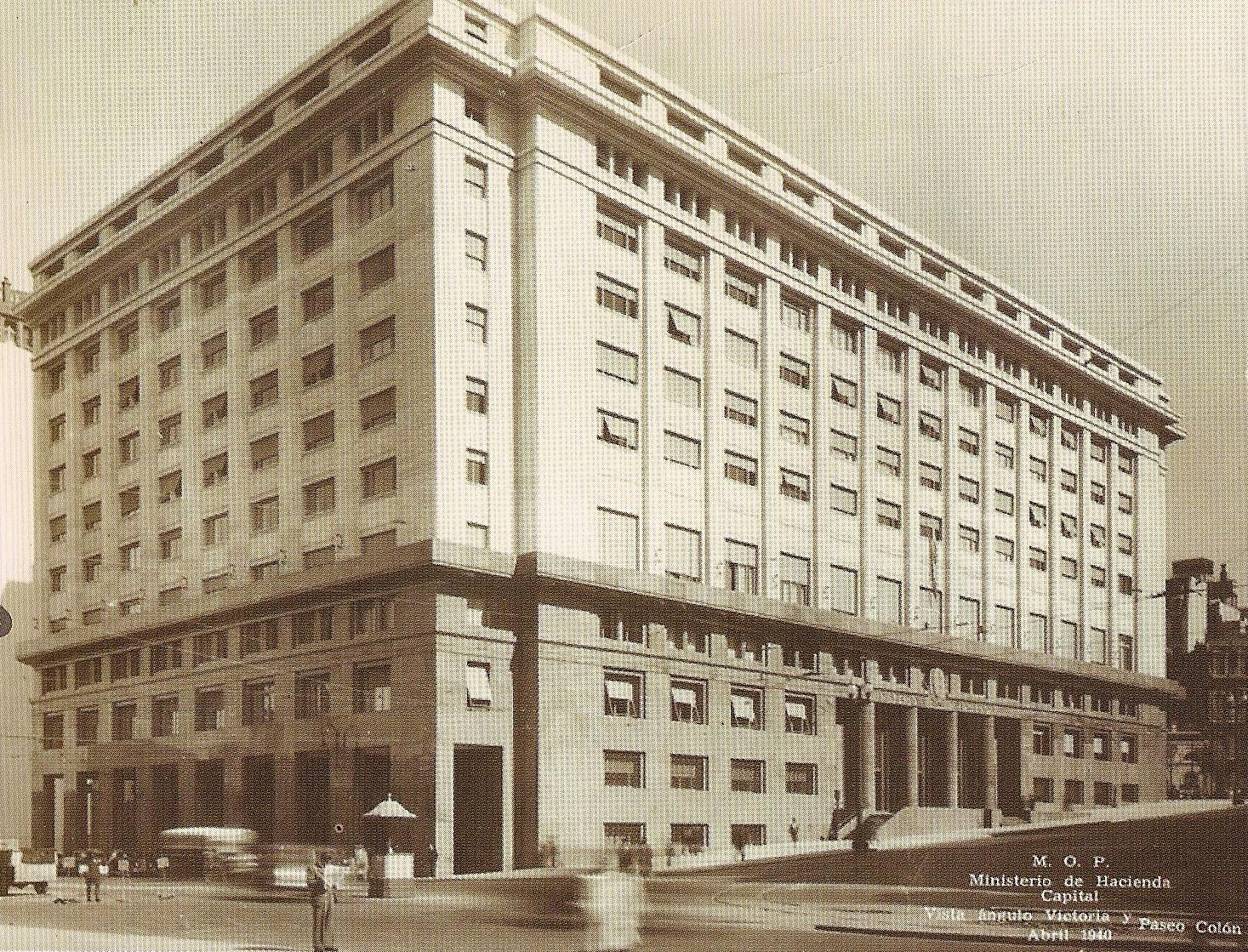
El Palacio de Hacienda en 1940
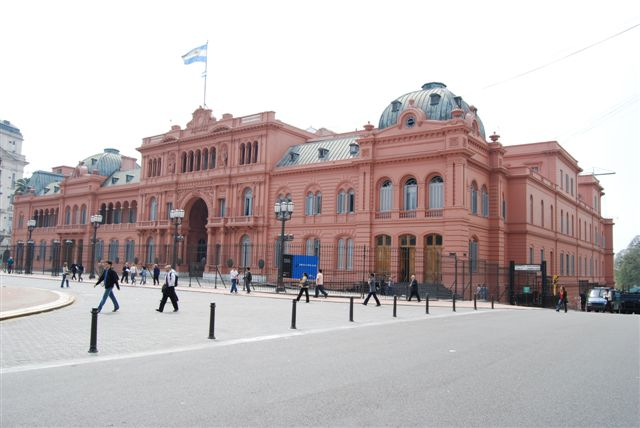
La Casa Rosada
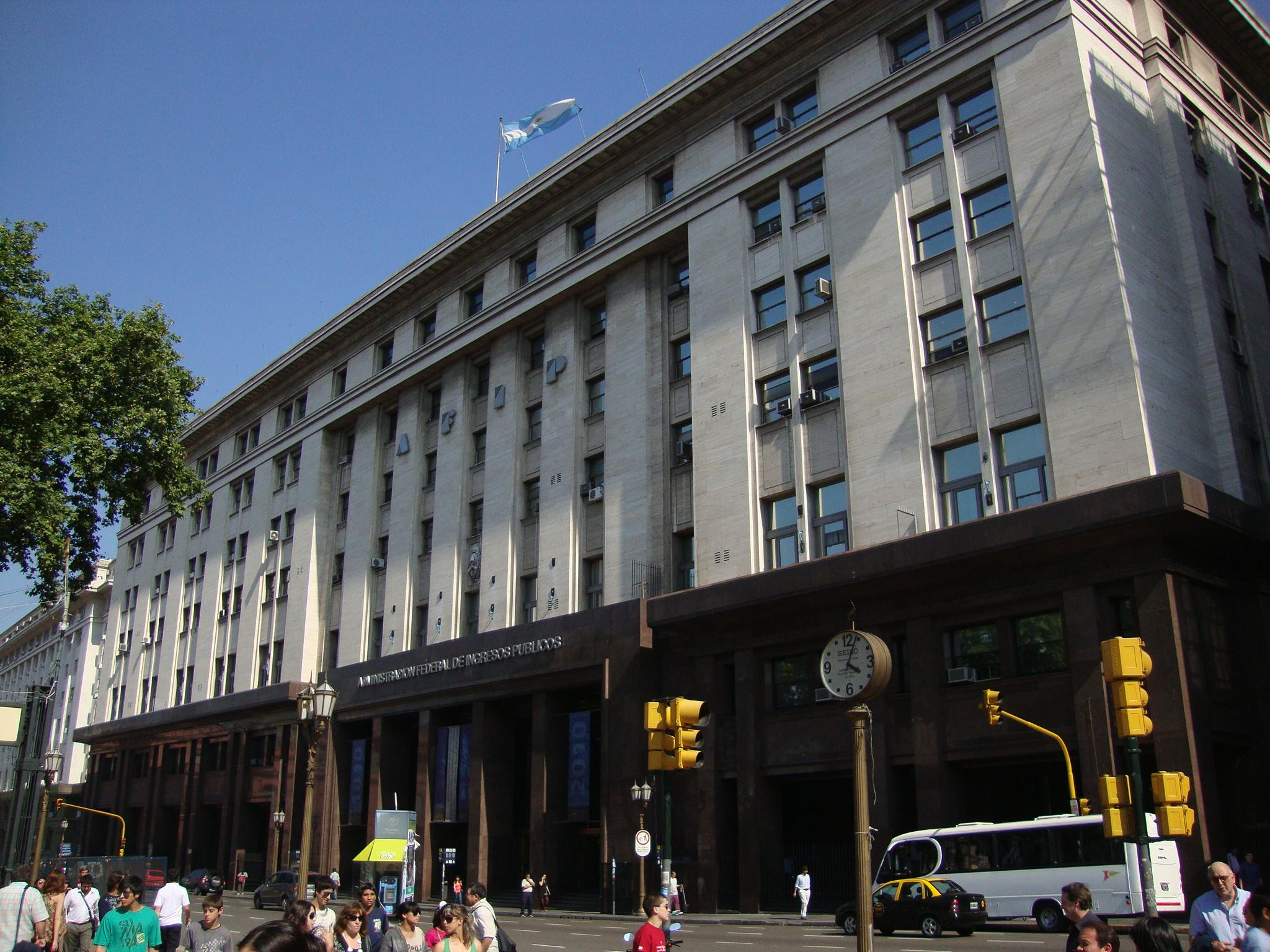
Administración Federal de Ingresos Públicos (AFIP)
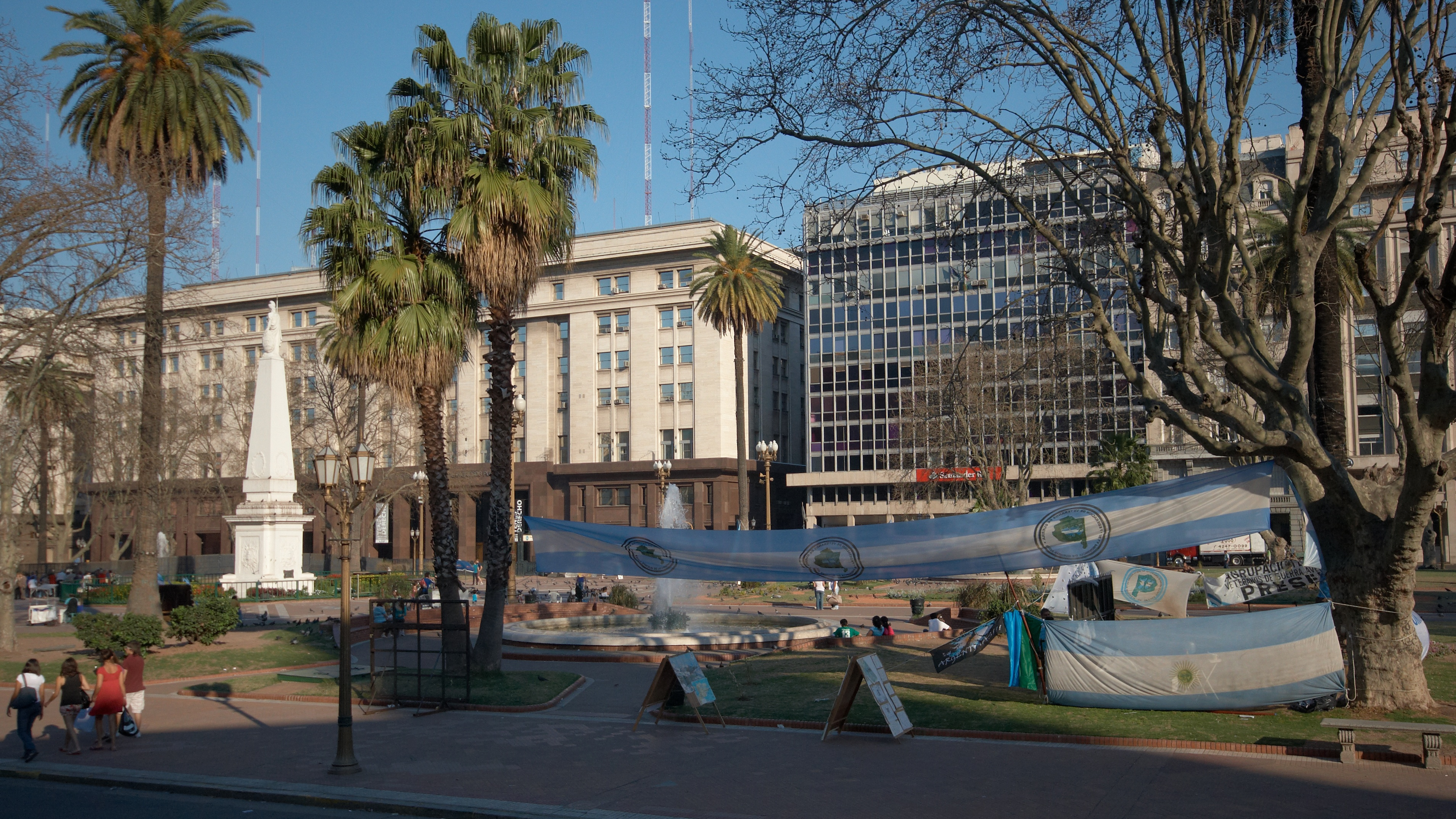
Pirámide de Mayo y sede de la AFIP
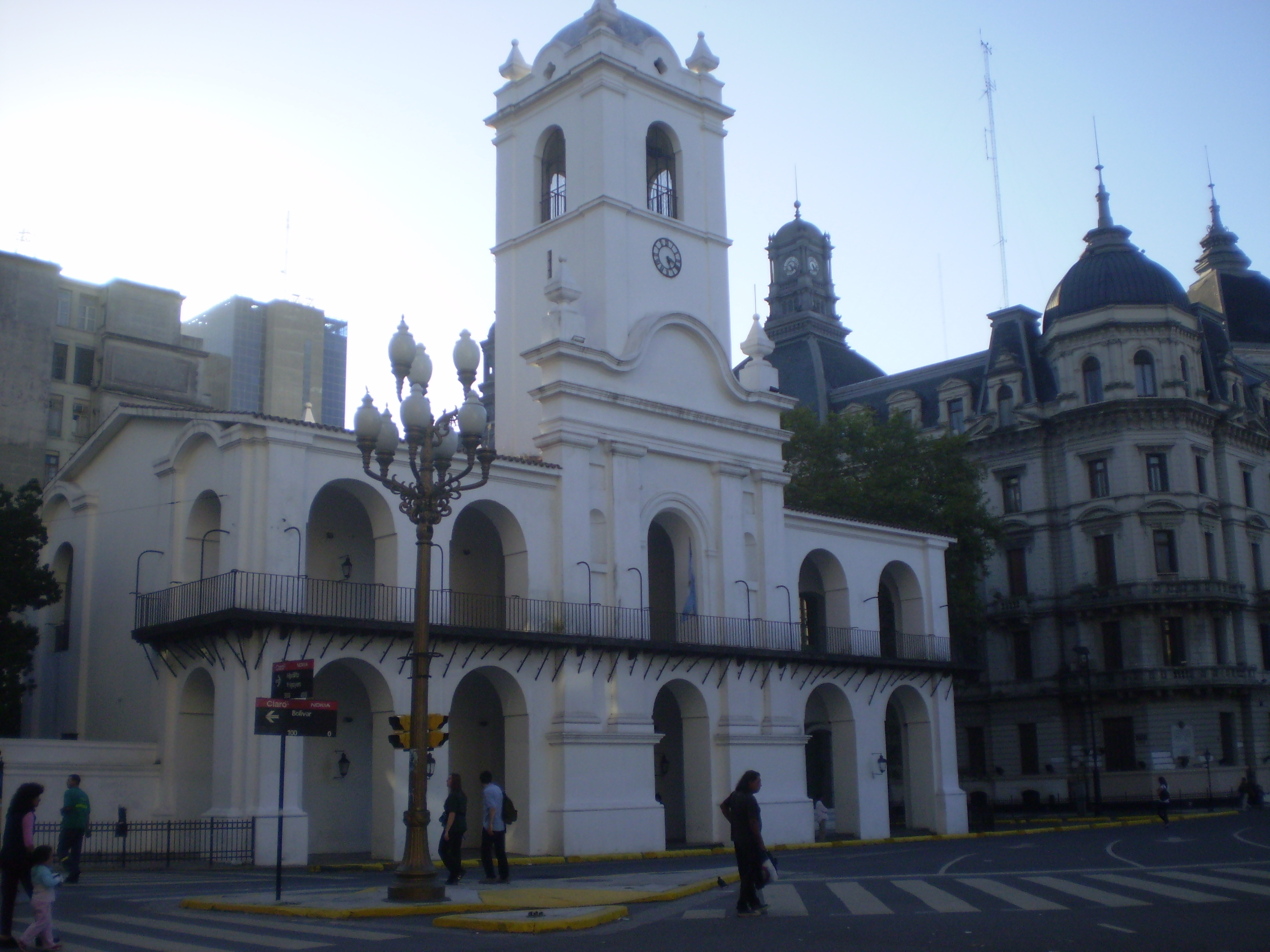
El Cabildo
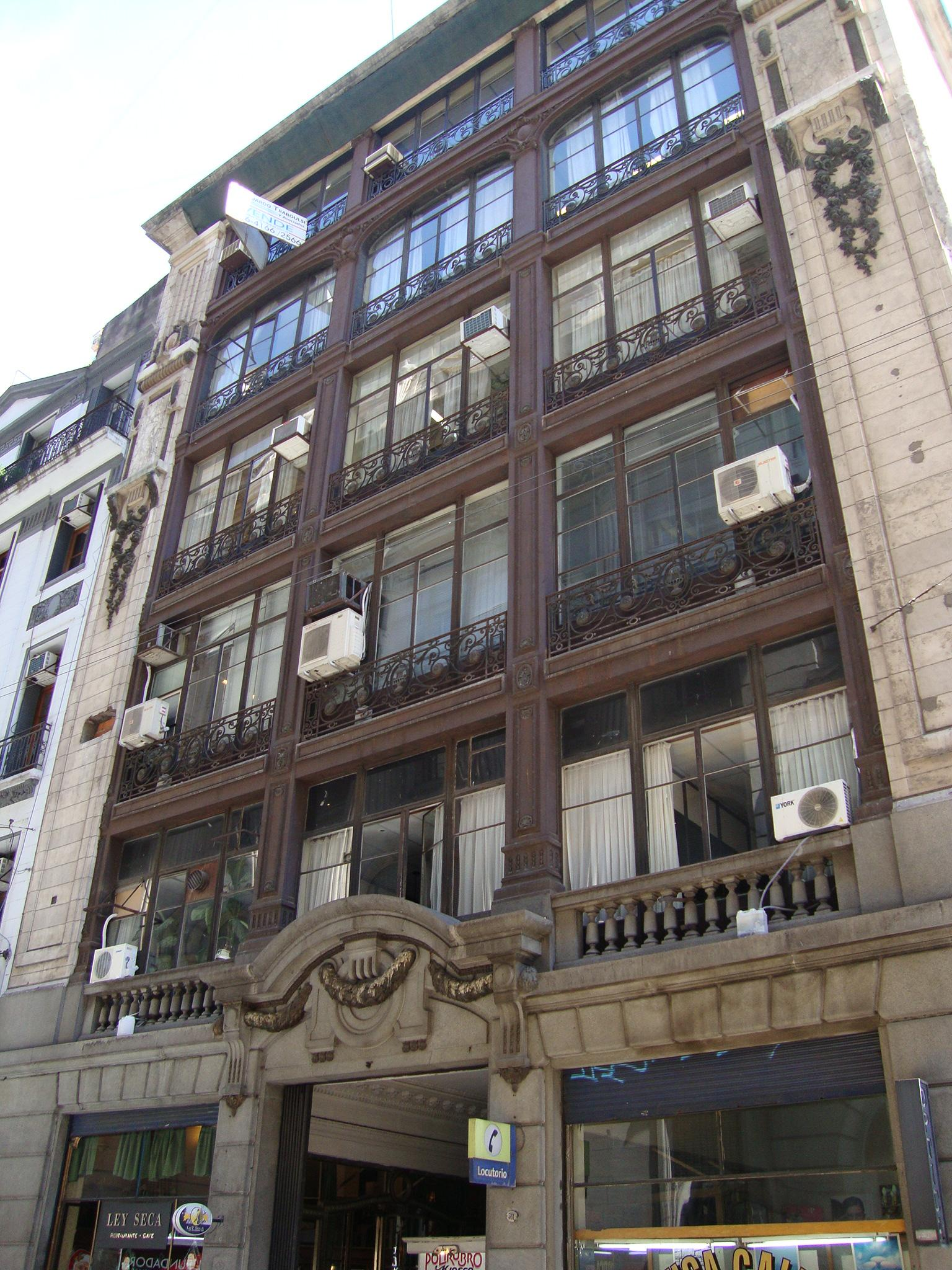
El Pasaje Roverano
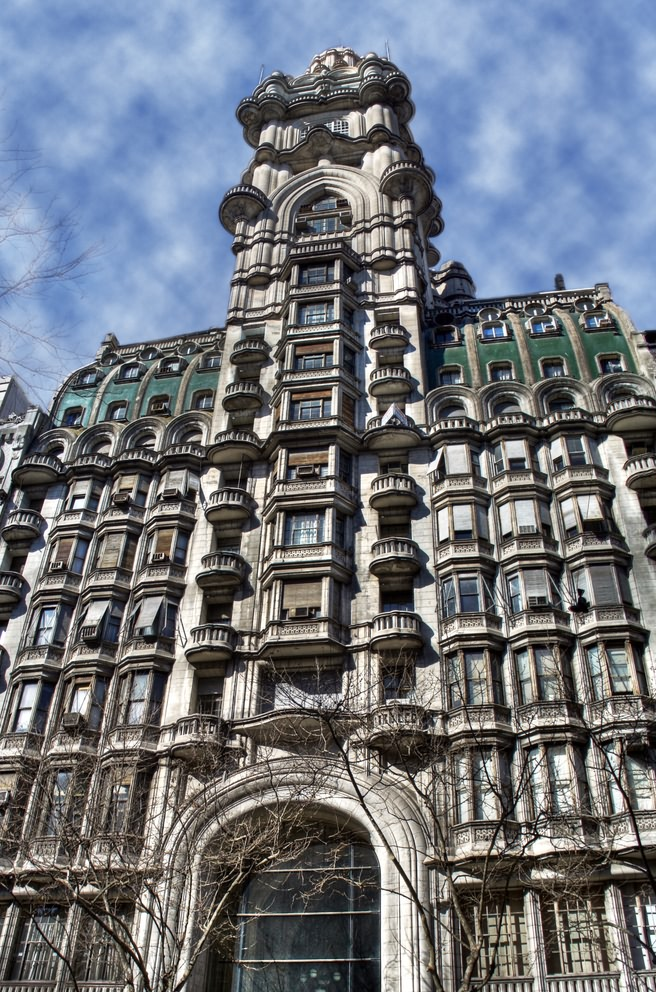
El Palacio Barolo
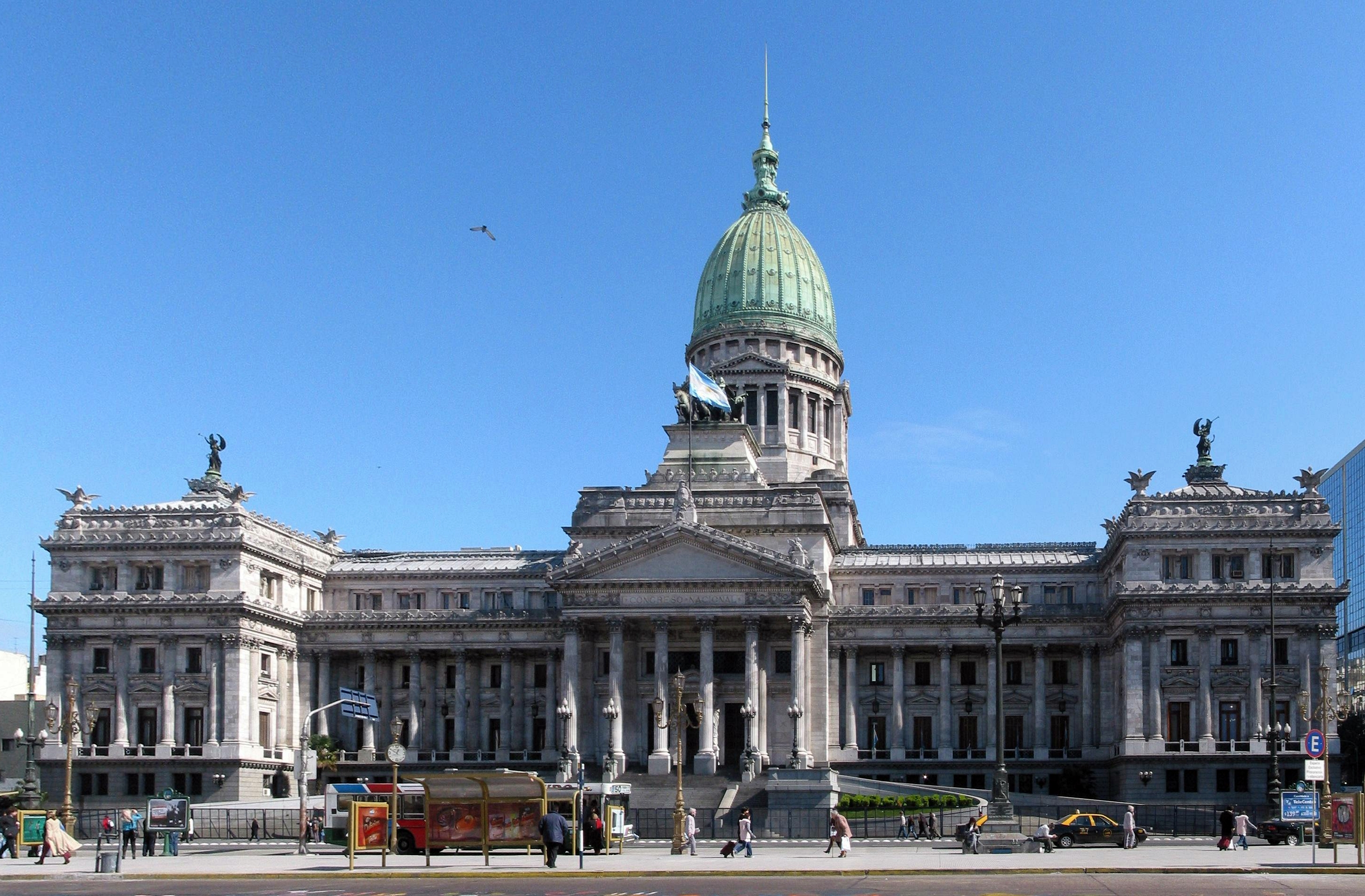
El Palacio del Congreso
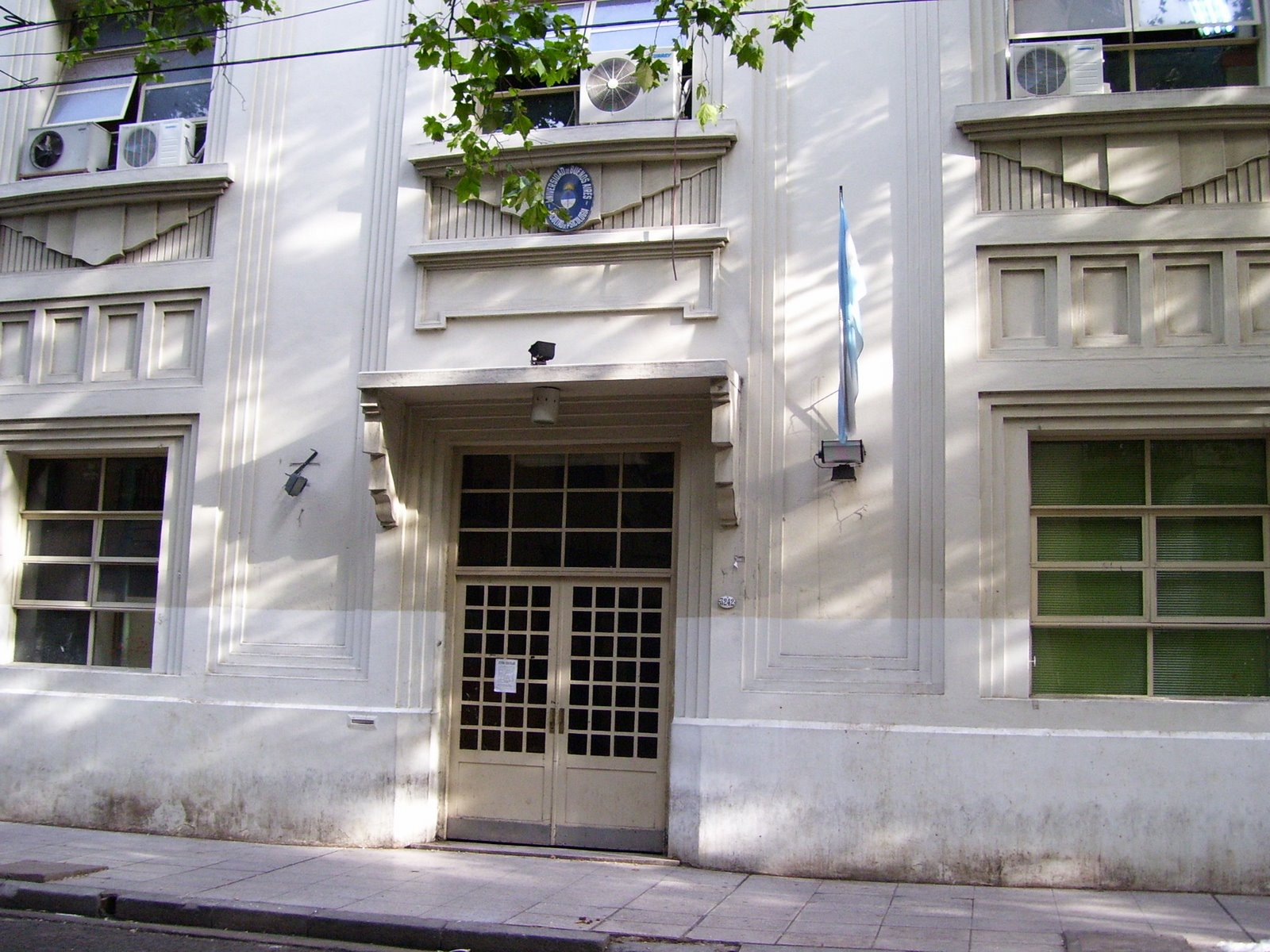
Facultad de Psicología (UBA)
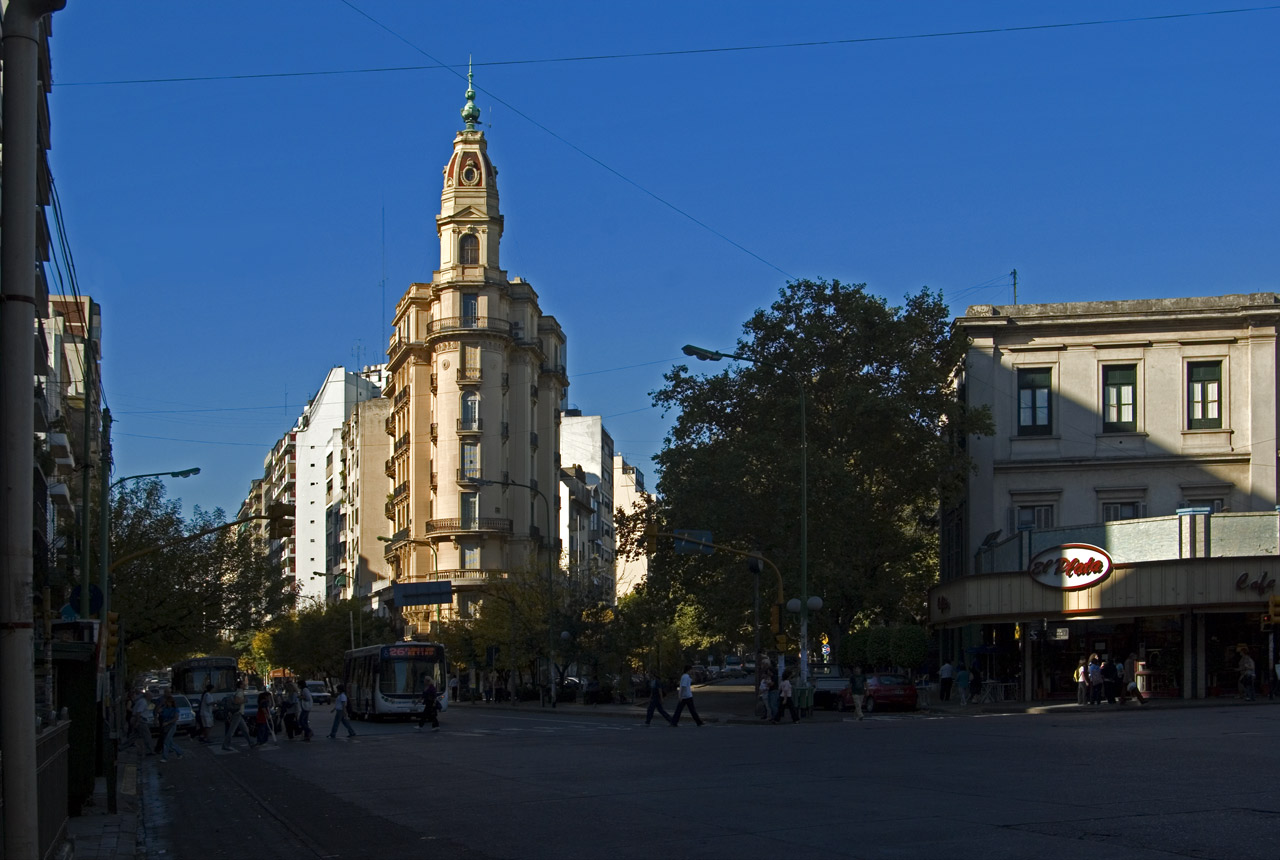
El Palacio Raggio y el Instituto Sagrado Corazón de Almagro